# ブレーメンの出来事
『ブレーメンの出来事』（ブレーメンのできごと、原題：The Incident）は1990年のアメリカ合衆国のテレビ映画。監督はジョセフ・サージェント、出演はウォルター・マッソー、スーザン・ブレイクリー、ロバート・キャラダインなど。また、共同プロデューサーとして参加しているチャールズ・マッソーは主演のウォルター・マッソーの息子である。
DVD題は『インシデント! ブレーメンの出来事』。1992年と1994年には続編が制作され、後者は日本でも『インシデント! 弁護士ハーモン』の邦題でDVD化された。

## あらすじ
第二次世界大戦中の1944年、アメリカの小さな田舎町ブレーメンにあるドイツ兵捕虜収容所で医師の殺害事件が発生する。
地元の弁護士ハーモンが事件の犯人とされるドイツ兵ガイガーの弁護に当たることになるが、ハーモンの息子はドイツと戦うアメリカ兵だったので、彼は気乗りしない。
だが事件の捜査を続けるうちに、ハーモンは収容所の実態に気づいていくのだった。

## キャスト
※括弧内は日本語吹替（初回放送1991年4月20日 NHK総合）
- ハーモン・コッブ：ウォルター・マッソー（宍戸錠）
- ビリー：スーザン・ブレイクリー（香野百合子）
- ドムチェック：ロバート・キャラダイン（小川真司）
- ガイガー：ピーター・ファース（谷口節）
- ドック・ハンセン：バーナード・ヒューズ（矢田稔）
- ベル判事：ハリー・モーガン（阪脩）
- ウォレス：ウィリアム・シャラート（滝田裕介）
- ナンシー：アリアナ・リチャーズ（林原めぐみ）
- リリー少佐：ジョー・ホーバース（前田昌明）
- リーフェンシュタール：ノルベルト・ヴァイサー
- クラレンス：ダグラス・ロウ
- エドナ・メイ・ハンセン：ヘレン・ステンボーグ
- スウィージー伍長：ヘンリー・クロウェル・ジュニア
- モートン中尉：デヴィッド・アンダーウッド
- オシアス軍曹：ロバート・マッケンジー

## スタッフ
- 監督：ジョセフ・サージェント
- 製作：ビル・ブレイドマン、エド・セルフ
- 製作補：チャールズ・マッソー
- 製作総指揮：ロバート・ハルミ・Jr
- 脚本：ジェームズ・ノレル、マイケル・ノレル
- 撮影：キース・ヴァン・オーストラム
- プロダクションデザイン：デヴィッド・ブリスビン
- 編集：デブラ・カレン
- 音楽：ローレンス・ローゼンタール

### 日本語版[3]
- 演出：山田悦司
- 製作：NHKエンタープライズ、株式会社テレシス

## 受賞
- 第42回プライムタイム・エミー賞
  - 作品賞（『キャロラインはだれ?（英語版）』と同時受賞[4]）
  - キャスティング賞
  - 脚本賞（ノミネート）
- クリストファー賞（英語版）
- エドガー賞 最優秀テレビ映画・ミニシリーズ賞（ノミネート）
- 全米脚本家組合賞